# منياريز
المنياريديز (أو عش اللوز) هي حلوى تونسية تقليدية تُصنع من اللوز المهروش والسكر والفانيليا، وتُشكّل عادة على شكل مثلثات صغيرة وتحشى بالعسل أو المربى. تُقدم في المناسبات والأعياد التونسية، وتعد من منتجات السياحة الحلوية في تونس.
طريقة التحضير 
يُعدّ العجين من:
- **لوز مرحي** (عادة لوز إيفيلي)

منيارديز تونسي (عش اللوز)

- **سكر كروكون** (سكر مخصص للحلويات التونسية)

يُخزّن الخليط في قوالب صغيرة، ثم يُخبز عند حرارة منخفضة (~120 °م) حتى يتماسك. بعد تبريده، يُحشّى بحشوات متنوعة مثل البرالين أو الفستق أو الشوكولاتة، ويُزيّن باللوز أو الفواكه الجافة 2.
الكراميل.
تُقدّم كـ "mignardise" – أي قطعة حلويات صغيرة ممتازة. و سميت بالمنيارديز لانها صغيرة الحجم و فاخرة و هي تونسية الاصل واضحة 3.